# Tesla Cybertruck
A Tesla Cybertruck egy teljesen elektromos, akkumulátoros, könnyű teherautó, amelyet a Tesla, Inc. fejlesztett ki. Az EPA-szabvány szerint 400-800 kilométeres (250-500 mérföldes) hatótávolságra képes és a becslések alapján 2,9–6,5 másodperc alatt tud 0-100-ra gyorsulni, kiviteltől függően.
A Tesla célja a Cybertruck fejlesztése során az volt, hogy egy fenntartható energiaforrással hajtott autóval helyettesítse az Egyesült Államokban naponta értékesített, mintegy 6500 fosszilis tüzelőanyaggal működő teherautót.
A Cybertruck hátsókerék-meghajtású modelljének alapárát 39 900 amerikai dollárra, az összkerék-meghajtású (AWD) modellek árát 49 900 dollárra tervezték, ám 2023 végén az árakat jelentősen módosították 79 990 és 99 990 dollárra. A Cybertruck duálmotoros AWD és a hárommotoros AWD változatának gyártása 2023 közepén kezdődött, a hátsókerék-meghajtású modell 2023-ban került piacra.

## Története
2012-ben és 2013-ban Elon Musk kijelentette, szeretne egy olyan légrugós futóművel rendelkező pick-upot építeni, ami az elképzelései szerint a Ford F-250-hez hasonlítana. 2014 elején Musk 4-5 évet jósolt, mielőtt elkezdhetnek dolgozni az új autón.
2016 közepén Musk kijelentette, egy újfajta pick-upot szándékozik készíteni, és utalt rá, hogy ugyanazt az alvázat használják majd egy furgonhoz és a pick-uphoz is. 2017 végén úgy nyilatkozott, az autó méreteiben legalább akkora lesz, mint a Ford F-150, hogy elég nagy legyen ahhoz, hogy teljesen megváltoztassa mindazt, amit korábban a platós kisteherautókról gondoltunk. A Tesla Semi és Tesla Roadster bemutatóján, 2017 novemberében, közzétettek egy képet egy olyan pick-upról, amely képes egy másik pick-upot is elszállítani. Musk akkor elmondta, már közel 5 éve létezik a fejében az elképzelés, milyen is legyen a platós teherautó.
2019 márciusában, a Tesla Model Y bemutatóját követően Elon Musk megosztott egy beharangozó képet egy cyberpunk vagy Szárnyas fejvadász stílusú járműről, amelynek formája egy futurisztikus, páncélozott katonai járműre hasonlít. Azt pletykálták, hogy az autót Model B-nek nevezik majd. A Tesla levédette a "Cybrtrk" márkanevet, amelyet az Egyesült Államok Szabadalmi és Védjegyügyi Hivatala a 88682748. számon jegyzett be.
2019 közepén már arról beszéltek, hogy a jármű vontatási képessége megegyezik vagy meg is haladja a Ford F-150-ét. 2019 júniusában Musk felvetette egy kétéltű jármű koncepciójának lehetőségét – amely részben a Wet Nellie-re, a Kém, aki szeretett engem című filmben látható tengeralattjáró-autóra épül. Musk a Sotheby's 2013-as egyik aukcióján vásárolt egy, a film forgatásán használt Wet Nellie-t.
A hivatalos bemutatóra 2019. november 21-én került sor a Tesla Design Stúdióban, a SpaceX székhelye mellett, Los Angelesben – ugyanabban az évben, hónapban és helyszínen, ahol a Szárnyas fejvadász film játszódik. A pick-up teherautóval együtt egy graffiti stílusú "Cybertruck" logót is nyilvánosságra hoztak, és ezzel egyidejűleg benyújtották a védjegyvédelmi igényt az új logóra is.

## Jellemzők
A Cybertruckban aktív felfüggesztés ellensúlyozza a változó terhelést, ezen kívül egyes kivitelek összkerékhajtással érkeznek majd. Emellett az alapfelszereltség része lesz a fedélzeti inverter, amely képes lesz mind 120, mind 240 voltos villamos energia biztosítására, ezáltal lehetővé téve az elektromos szerszámok használatát hordozható generátor nélküli. Szintén beépítenek egy légkompresszort a pneumatikus szerszámok meghajtásához. A karosszéria rozsdamentes acéllemezből készül, amely golyóálló 9 mm-es kaliberű golyókkal szemben. Valamennyi verzió rendelkezik majd a Tesla Autopilottal, és rendelkezik a teljesen önvezető működéshez szükséges összes hardveres megoldással. Elon Musk utalt rá, hogy készülne egy opcionálisan választható napelemes tető, amely napi szinten 24 kilométerrel (15 mérföldel) lenne képes megnövelni a hatótávolságot.
Becslések szerint a Cybertruck EPA mérések szerinti hatótávja – kiviteltől függően – eléri majd a 400-800 kilométert (250-500 mérföldet).

### Beltér
A 2019. november 21-én bemutatott prototípus utasterében megtalálható egy 17 hüvelykes központi kijelző, 6 személy szállítására alkalmas ülések (elől és hátul is 3-3 fő számára kiakaított ülések), egy digitális kamera képét kivetítő visszapillantótükör, egy versenyautókra emlékeztető kormánykerék és egy olyan műszerfal, amelynek felülete márványra emlékeztet. A hátsó üléssor középső része lehajtható, hogy a plató rakodási kapacitását még jobban megnöveljék és a hosszú, túlnyúló rakományokat is be lehessen rakodni anélkül, hogy a plató ajtaja nyitva maradna. A bemutatott prototípus "márványhatású" műszerfala papír kompozit anyagból készült, amely "papírból, fa alapú anyagokból, természetes fa pigmentekből és nem kőolaj alapú gyantákból" készült.

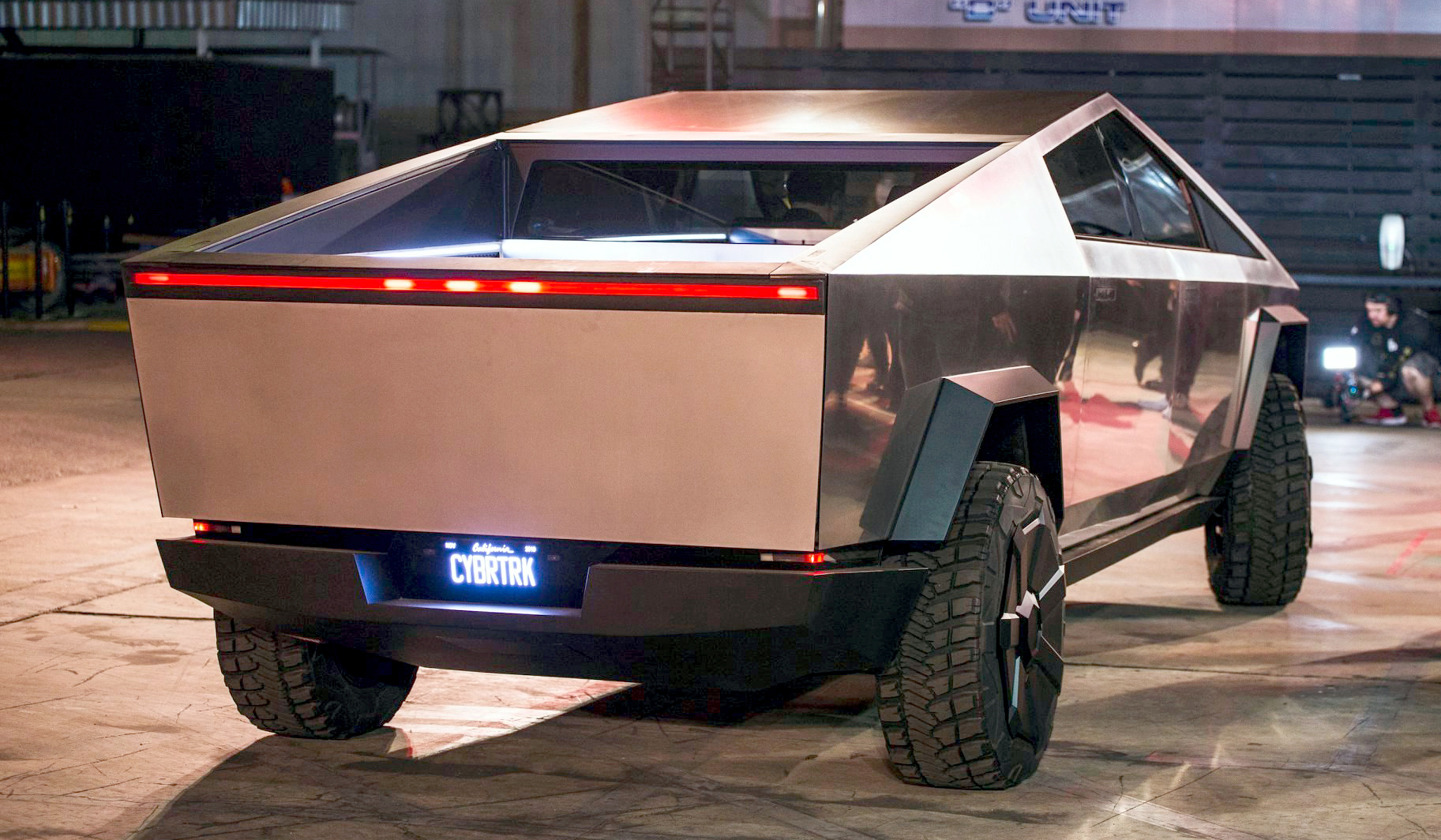
Hátsó nézet

### Plató
A Cybertuck platója 2 méter (6,5 láb) hosszú és hasonló egy hagyományos pick-up, lenyitható, hátsó ajtóval ellátott platójához. Azt aerodinamika javítása céljából az oldalfalai ferdék és motorral üzemeltetett, redőny stílusú borítást kapott. A Tesla ezt a 2,8 m3-es zárt téret egyszerűen csak úgy nevezi: "the vault", vagyis "a bunker". Mindkét oldalára LED-fénysávokat helyeztek el, a hátsó kerekek mögött pedig egy padló alatti tároló rekeszt találunk, emellett 110 és 220 Volt váltóáramú kimenetek és sűrített levegő kimenetet a pneumatikus szerszámokhoz. Míg az egyik cikk azt állítja, hogy van hosszú utastér a fülkébe, a bemutatott prototípusban nincs megfelelő nyílás az ágy elején. Elon Musk tweetben jelezte, hogy az utastér klímaberendezése a boltozatban is elérhető lesz, például kempingezéshez.
Az egyik, a prototípuson bemutatott, de nem kifejezetten részletezett megoldás egy rámpa, amely a plató ajtajától a földig nyúlik, hogy a rakományt még könnyebben lehessen felpakolni a pick-up platójára.

## Tervezés
Musk szerint a Cybertruck formatervét a Szárnyas fejvadász és a James Bond által a A kém, aki szeretett engem című filmben vezetett, tengeralattjáróként is működő Lotus Esprit ihlette. A Cybertruck – a legtöbb személygépkocsihoz hasonlóan – önhordó karosszériával épül (amelyet Tesla "exoskeletonnak" nevez), nem pedig a teherautókra jellemző alvázas felépítéssel, ugyanis a szokásos vázszerkezet problémákba ütközne a padló alatt elhelyezett akkumulátor csomaggal. Az autó karosszériája szokatlanul vastag, 3 milliméteres, a 30x-szériába tartozó, hidegen hengerelt, rozsdamentes acél karosszériapanelekből készül, amelyeket nem lehet hagyományos autóalkatrészeknek nevezni. A paneleket csak egyenes vonalak mentén hajtják, amelynek köszönhetően a kocsi jellegzetes, úgynevezett "low-poly" dizájnt kap, amely leginkább az origamihoz hasonlítható. Egyébiránt ez az anyag ugyanaz, amit a SpaceX használ a Starship hajójához, mert egyenletesebben osztja el a terhelést és nagyobb belső térfogatot tesz lehetővé. A korábbi tervezési koncepciókban még úgy gondolták, hogy a Cybertruck külső paneljeihez titánt fognak használni, de ezt később rozsdamentes acélra cserélték a még nagyobb szilárdság érdekében. Hírek szerint egy olyan ötvözetet kívántak használni, melyet a Tesla házon belül fejlesztett.

### Specifikációk
A hajtáslánc felépítése nagyon hasonló a Tesla további modelljeihez: az egymotoros kivitel csak hátsókerék-meghajtással, míg a két- illetve hárommotoros változat összkerékhajtással lesz elérhető.
| Modell            | Hatótáv (EPA becslés) | 0–100 km/h     | Végsebesség | Hasznos teher | Vontatási kapacitás | Ár (USD)   |
| ----------------- | --------------------- | -------------- | ----------- | ------------- | ------------------- | ---------- |
| Egy motoros RWD   | ≥ 400 km              | <6,5 másodperc | 175 km/h    | 1600 kg       | 3400 kg             | 39 900 USD |
| Két motoros AWD   | ≥ 480 km              | <4,5 másodperc | 195 km/h    | 1600 kg       | 4550 kg             | 49 900 USD |
| Három motoros AWD | ≥ 800 km              | <2,9 másodperc | 210 km/h    | 1600 kg       | 6350 kg             | 69 900 USD |

## Bemutató
A Cybertruckot 2019. november 21-én a Tesla Design Stúdióban mutatták be Los Angeles-ben. Az előadás során Musk bemutatta a jármű és a felhasznált anyagagok tartósságát. Bár a bemutatót megelőzően sikeresen tesztelték a speciális "Tesla páncélüveg” törhetetlenségét, a leleplezés során, amikor az autó főtervezője, Franz von Holzhausen egy acélgolyót hajított a Cybertruck ablakának, az látványosan betört. Musk a váratlan eredményt látva viccesen megjegyezte, hogy "legalább a golyó nem ment át az üvegen" és "majd később kijavítjuk". Később kifejtette, hogy az ablak azért tört be, mert egy korábbi demonstráció során az ajtót egy kalapáccsal ütötték meg, és ez megrepesztette az üveg tövét. (Utóbb kiderült, hogy a Cybertruck több másfajta meghibásodásra is hajlamos, lásd lentebb.)
Az előadás végén egy Tesla Cyberquad gurult fel a Cybertruck platójára a beépített rámpa segítségével. A Cyberquadot a Cybertruck fedélzeti hálózati csatlakozójához csatlakoztatták, hogy feltöltse a Cyberquad akkumulátorait. Az Cyberquadot opcionális kiegészítőként lehet majd megvásárolni a Cybertruckhoz.

## Fogadtatás
A Cybertruck bemutatóját óriási érdeklődés övezte a hagyományos média, valamint az online blogok és a közösségi média részéről. A közösségi médiában nagyon sokan a nemtetszésüket fejezték ki a Cybertruck éles kontúrjai és szokatlan külsejével kapcsolatban.
A Tesla részvényeinek árfolyama 6%-kal csökkent a Cybertruck bemutatóját követően.
2019. november 23-án Elon Musk a Tweeteren tette közzé, hogy a Cybertruck bemutatását követő 1,5 napban 146 000 előrendelés érkezett a Teslához – 42% a kétmotoros változatot, 41% a hárommotoros kivitelt, és 17% az egymotoros konfigurációt választotta. Az előrendelők száma november 26-án elérte a 250 000-et.
2020 januárjában az amerikai Automobile Magazine a Cybertruckot a 2019-es „Év koncepcióautójának” választotta.
Bár a Tesla még meg sem kezdte a pick-up gyártását, alig több, mint fél évvel a hivatalos bemutatót követően máris jó féltucat működőképes replika készült a Cybertruckból szerte a világban.
2020 augusztusában Elon Musk kijelentette, arra is van tervük, ha a Cybertruck eladásai nem hozzák a várt szintet és a pick-up „a kutyának sem kell”. Ebben az esetben a Tesla egy lényegesen hagyományosabb formatervű platós teherautót fog készíteni.

### Piaci lehetőség
Az Egyesült Államokban a teljesméretű pick-upok teljes piaca meghaladja a kétmillió járművet évente. A Cybertruck legnagyobb ellenfelei a 2021-ben piacra kerülő elektromos Ford F-150, a Rivian R1T és a GMC Hummer EV lehetnek.

## Kísérleti gyártás

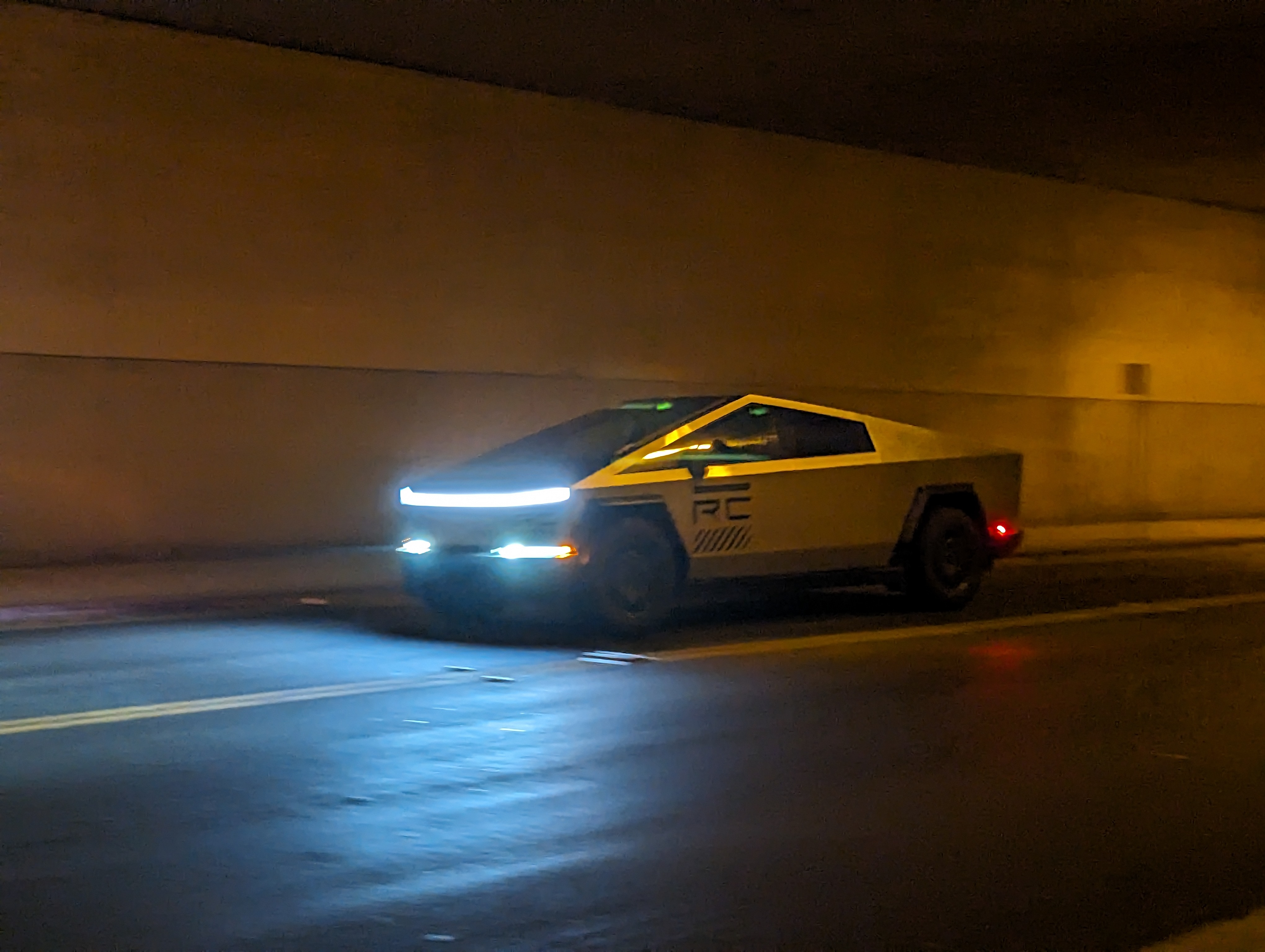
Kibocsátási tesztjelöltek tesztelése a kaliforniai San Mateóban 2023 októberében

Franz von Holzhausen egy prototípust vezetett a Petersen Automotive Museumba egy rendezvényre 2023 júniusának végén.
2023 júliusában a texasi Gigafactory gyártósorán elkészült az első Cybertruck; és a Tesla októberben tisztázta, hogy ez kísérleti gyártás volt.

## Gyártás
Az eredeti tervek szerint a Cybertruck sorozatgyártása 2021 végén kezdődött volna. 2020. július 22-én bejelentették, hogy a Tesla az texasi Austinban (Giga Texas) gyártják majd a Cybertruckot, valamint a Model Y-t, a Model 3-at és a Semit is. A gyár a leghamarabb 2021 végén kezdi a termelést, így a Cybertruck első példányai is leghamarabb 2022-ben készülhetnek majd el. A gyártás beindulása azonban tovább csúszott, a tervek szerint legkorábban 2023 közepén indulhat meg a termelés.
A Cybertruck gyártása 2023 júliusában a texasi Austinban található Gigafactoryban az előszériás modellekkel kezdődött. A sorozatgyártás 2023 novemberében indult el.

## Elérhetőség
2023 decemberétől a Tesla megerősítette, hogy a Cybertruck kizárólag az Egyesült Államokban, Kanadában és Mexikóban lesz elérhető, más globális piacokon, beleértve Európát és Ausztráliát, nem tervezik a megjelenést. Európában kimondottan meg is tiltották az autó forgalmazását, mert a formája miatt nem tud megfelelni az európai biztonsági előírásoknak. 2022 májusában jelezték először a Cybertruck elérhetőségének korlátozására vonatkozó döntést, amikor a Tesla leállította a járműre vonatkozó megrendelések fogadását az Észak-Amerikán kívüli ügyfelektől. A jármű vásárlóinak azt is vállalniuk kell, hogy a vásárlást követő egy éven belül nem értékesítik tovább a járművüket harmadik félnek, ettől csak a Tesla engedélyével lehet eltérni.

## Biztonsági aggályok és egyéb problémák
A Cybertruck konstrukcióját az autóipari biztonsági csoportok, köztük az ausztrál-ázsiai New Car Assessment Program és az Euro NCAP is kritikával illették, mivel nem felelt meg a gyalogosok és kerékpárosok biztonságára vonatkozó szabványoknak. Különös aggodalmak merültek fel az "exoskeleton" külső nagy merevsége miatt, amely potenciálisan nem biztosít gyűrődési zónákat. Úgy gondolták, hogy a teherautó magas, lapos eleje növeli a gyalogosok lábsérüléseinek súlyosságát.
A kocsinál más egyéb, a mindennapi használat során előforduló problémák is jelentkeztek. A leghangsúlyosabb gond a korrózió lett, noha a kocsit úgy hirdették meg, mint ami rozsdaálló az állítólagosan hozzá felhasznált rozsdamentes acél miatt. A rozsdásodást a cég, mint „felületi rozsdát” igyekezett könnyen orvosolható problémaként tálalni, az olyan maróbb hatású matériák esetében, mint a madárürülék vagy a rovartetem viszont a cég is elismerte, hogy azonnal eltávolítandók, az ebből eredő károkért a Tesla nem is vállal garanciát. Vízzel kapcsolatos volt egy olyan eset is, mikor egy hétköznapi autómosóban történt mosás után vált órákra működésképtelenné a jármű.
Más esetekben számos működést vagy gyorsabb haladást akadályozó műszaki hibák sorozata ütötte fel a fejét vadonatúj kocsikban, amiket a belső információs rendszer tökéletlen működése okozott, de a kocsi dísztárcsái is könnyen válhattak le a kerekekről, amik emellett a gumiabroncsot is károsíthatják. Ezek után a gázpedál hibásodott meg, ami miatt a Tesla a kocsik visszahívását is elrendelte, ez közel négyezer kocsit érintett. Később egy jármű váratlanul elindult és nem reagált a fékezésre, emiatt falnak csapódott, 30 000 dolláros kárt okozva a kocsiban. A Tesla márkaszervízénél sem voltak feltétlenül a helyzet magaslatán, miután garanciális időn belül egy menetszélzúgást produkáló Cybertruck tulaját küldték el, aki ezután filléres módon maga semlegesítette a zúgást egy készen kapható szigetelőcsíkkal. 2025 elején ismét az összes Cybertruck visszahívását kezdeményezték, miután kiderült, hogy egy panel leválhat a kocsikról, ami balesetveszélyt jelent. A javítás azonban így is hagyott kívánnivalót maga után. 2025 tavaszáig összesen nyolc(!) alkalommal intéztek visszahívást valamilyen meghibásodás miatt. Utóbb a használt Cybertruckok is megjelentek a használtautó-piacon, ahol jelentős értékvesztést produkáltak.
A megosztó kocsi Donald Trump 2025-ös újbóli elnöksége idején, a mellette kampányoló és kormányába is bedolgozó Elon Musk miatt is átpolitizálódott: Musk (és Trump) negatív megítélésű lépései a kormányzatban ellenséges reakciókat váltott ki a Tesla járművei, így a Cybertruck ellen is, míg a magukat „konzervatívnak” vallók között egyfajta státuszszimbólummá vált Cybertruckot birtokolni. A kocsi vesszőfutása így a 2023 novemberi gyártáskezdetétől számos műszaki fiaskón, majd társadalmi konfliktuson vezetett át, ami visszavetette az eladásokat is.

## Incidensek

A Cybertruck robbanásáról készült felvétel

2025. január 1-jén, körülbelül 8:39-kor (PST) egy robbanószerkezet robbant fel egy Tesla Cybertruckban, amely a Trump International Hotel Las Vegas főbejárata előtt parkolt Paradise-ban, Nevadában, az Egyesült Államokban. A jármű egyetlen utasa közvetlenül a robbanás előtt belehalt a fején ejtett, saját maga által okozott lőtt sebbe, hét járókelő pedig megsérült a robbanás következtében. A hatóságok megállapították, hogy a járműben tűzijátékos aknavetők és gázpalackok voltak, amelyek a robbanást és a tüzet táplálták.

## Fordítás
- Ez a szócikk részben vagy egészben  a   Tesla Cybertruck című angol Wikipédia-szócikk ezen változatának fordításán alapul.  Az eredeti cikk szerkesztőit annak laptörténete sorolja fel. Ez a jelzés csupán a megfogalmazás eredetét és a szerzői jogokat jelzi, nem szolgál a cikkben szereplő információk forrásmegjelöléseként.